# Neritos maculosa
Neritos maculosa är en fjärilsart som beskrevs av William Schaus 1905. Neritos maculosa ingår i släktet Neritos och familjen björnspinnare. Inga underarter finns listade i Catalogue of Life.